# いわさきコーポレーション
いわさきコーポレーション株式会社は、鹿児島県鹿児島市鴨池新町に本社を置く、いわさきグループのバス・船舶部門の持株会社（中間持株会社）である。

## 歴史

### 前史
- 1913年7月：南薩鉄道株式会社設立。
- 1914年4月1日：南薩鉄道 伊集院 - 伊作間を開業
- 1916年10月22日：南薩鉄道 加世田 - 大崎町間開業
- 1923年7月22日：薩南中央鉄道株式会社設立
- 1927年6月1日：薩南中央鉄道 阿多 - 薩摩川辺間開業
- 1943年（昭和18年）
  - 4月2日：南薩鉄道が薩南中央鉄道を吸収合併。
  - 4月：三州自動車を設立（鹿児島県曽於郡末吉町）
  - 10月：屋久島バス（後の屋久島交通）設立。
- 1950年（昭和25年）7月：奄美陸運（後の奄美交通）設立。
- 1952年（昭和27年）
  - 8月：種子島交通を設立。
  - 10月：種子島交通が種子島自動車商会を合併する。
- 1953年（昭和28年）3月：三州自動車本社を曽於郡末吉町から鹿児島市山下町171番地に移転する。
- 1955年（昭和30年）4月：佐多岬観光開発事業を開始する。
- 1962年（昭和37年）1月15日 鉄道線 加世田 - 薩摩万世間廃止
- 1963年（昭和38年）8月：佐多岬ロードパークの営業を開始する。
- 1964年（昭和39年）9月：三州自動車が鹿児島交通へ会社名を変更し、南薩鉄道を合併する。
- 1965年（昭和40年）
  - 9月：鹿児島交通本社を鹿児島市山下町9番5号に移転。
  - 11月15日：鉄道線 阿多 - 知覧間廃止
- 1966年（昭和41年）4月：佐多観光を設立する。
- 1984年（昭和59年）3月：鉄道線 伊集院駅-枕崎駅を廃止し、鉄道部門を廃止する。

### いわさきコーポレーションの発足
- 2001年（平成13年）4月：鹿児島交通が鹿児島商船、種子島交通、屋久島交通、鹿児島空港リムジンを合併し、いわさきコーポレーションに商号を変更する。
- 2004年（平成16年）4月：産業活力再生特別措置法の認定を受け、同社を持株会社とし、事業運営子会社として、（新）鹿児島交通、鹿児島商船、南九州バスネットワーク、大隅交通ネットワーク、三州自動車株式会社、種子島・屋久島交通を設立する。
- 2005年（平成17年）
  - 2月：林田バスの全株式を取得する。
  - 3月：奄美交通を奄美岩崎産業に変更し、新たに奄美交通を設立する。
- 2007年（平成19年）
  - 1月：林田バスの全株式を売却する。
  - 12月：南九州バスネットワークをいわさきバスネットワークへ商号変更する。
- 2008年（平成20年）2月：林田バスの事業がいわさきバスネットワークへ譲渡される。
- 2011年（平成23年）12月：大隅交通ネットワークのバス事業が三州自動車へ譲渡される。大隅交通ネットワークを垂水フェリーへ商号変更する[要出典]。
- 2012年（平成24年）4月1日：傘下の鹿児島商船が運航していた高速船「トッピー」事業を、ライバルでもある市丸グループのコスモラインが運航する高速船「ロケット」事業と統合し、新設された合弁会社「種子屋久高速船株式会社」に移管[2][3]。
- 2016年（平成28年）3月：いわさきバスネットワークの事業が鹿児島交通へ譲渡される。
- 2018年（平成30年）3月：三州自動車の事業が鹿児島交通へ譲渡され、三州自動車は解散。

## いわさきグループ

### バス事業者
- 鹿児島交通
- 鹿児島交通観光バス
- 種子島・屋久島交通

### 船舶事業者
- 鹿児島商船
- 種子屋久高速船
- 垂水フェリー

### 過去に属していた事業者
- 南九州バスネットワーク - 2006年8月に解散。事業は林田バス（のちのいわさきバスネットワーク）、鹿児島交通、鹿児島交通観光バスの3社に引き継がれた。
- 奄美交通 - 2008年6月をもって、道の島交通にバス事業を譲渡し解散。2009年11月19日付で清算結了。
- 大隅交通ネットワーク - 2011年12月1日付でバス事業を三州自動車に、船舶事業を垂水フェリーに譲渡して解散[要出典]。
- いわさきバスネットワーク - 2016年3月をもって鹿児島交通にバス事業を譲渡し解散。
- 三州自動車 - 2018年3月をもって鹿児島交通にバス事業を譲渡し解散。